# Szczyt NATO w Brukseli 2018
Szczyt NATO w Brukseli – 30. szczyt NATO zorganizowany w Brukseli w dniach 11–12 lipca 2018.

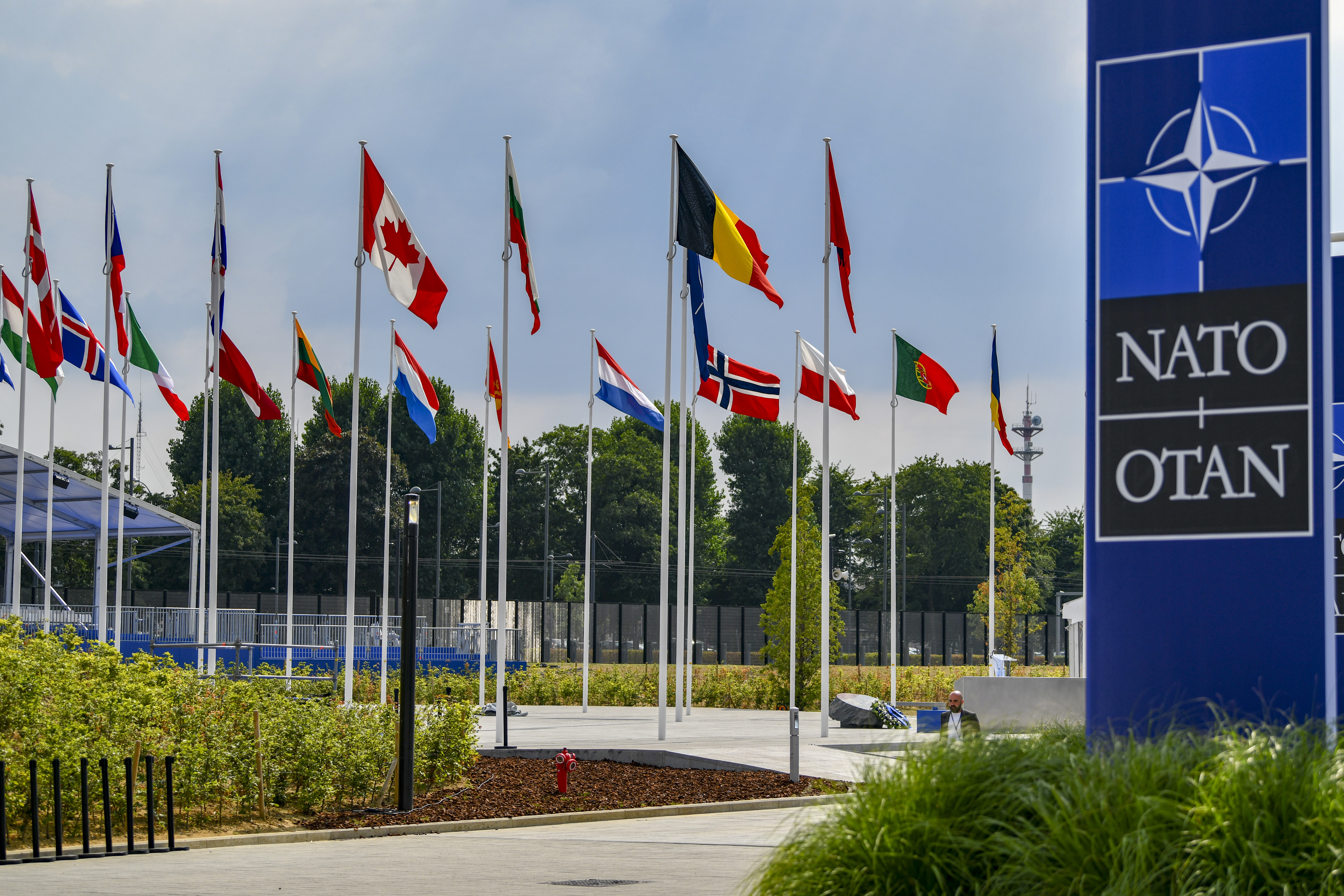
Kwatera główna NATO w Brukseli; widoczny sekretarz stanu USA Mike Pompeo; 12 Lipca 2018

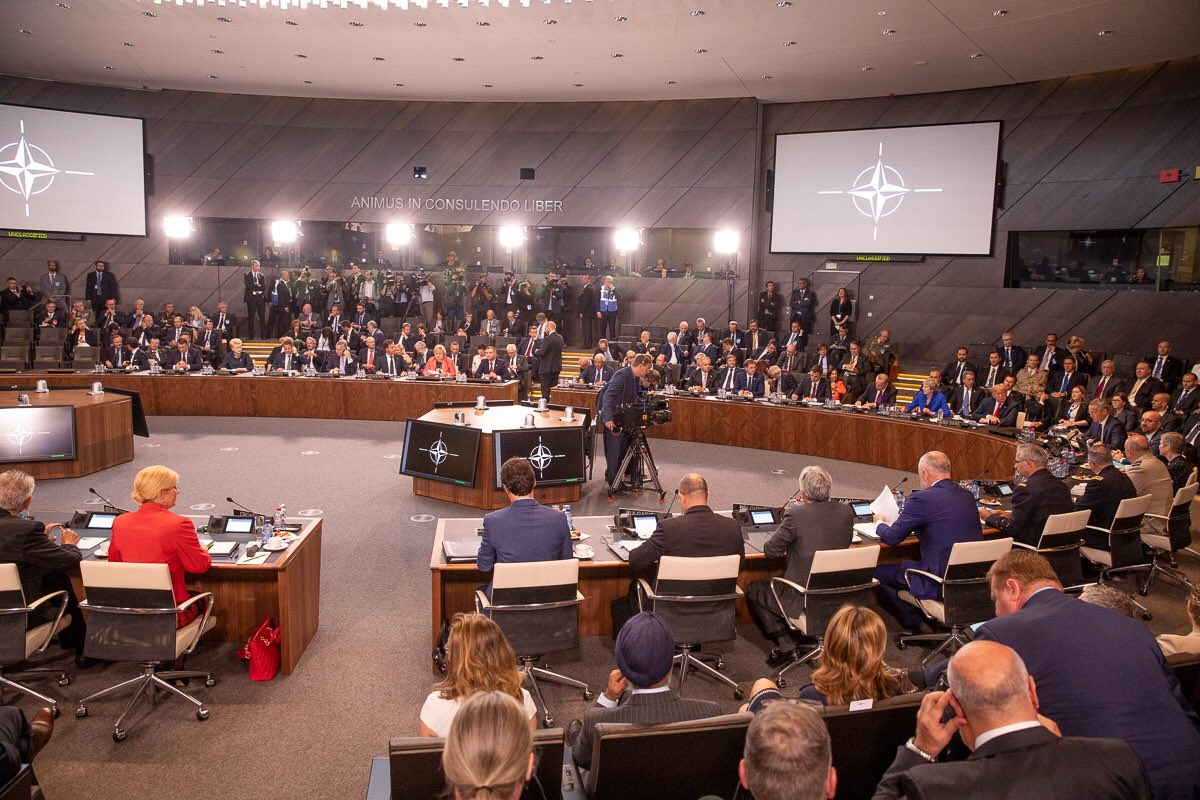
Sala posiedzeń szczytu w Brukseli

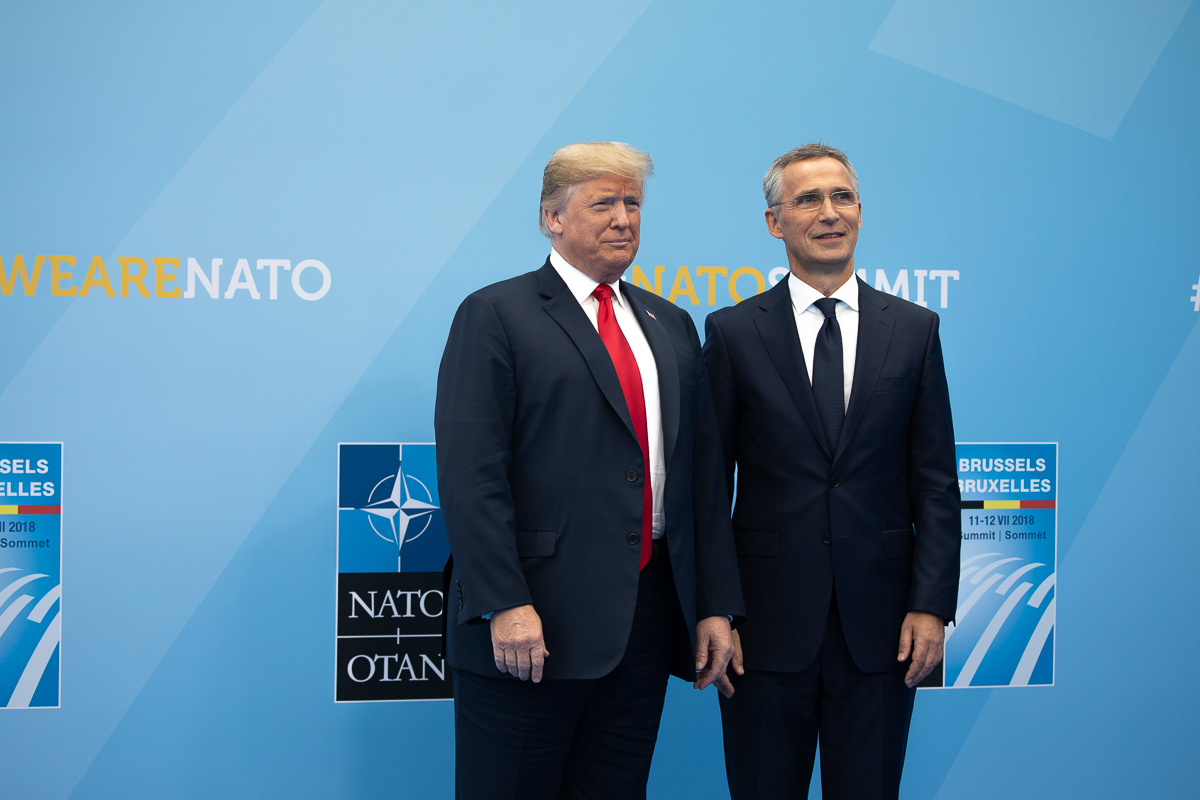
Prezydent Donald Trump i sekretarz generalny NATO Jens Stoltenberg

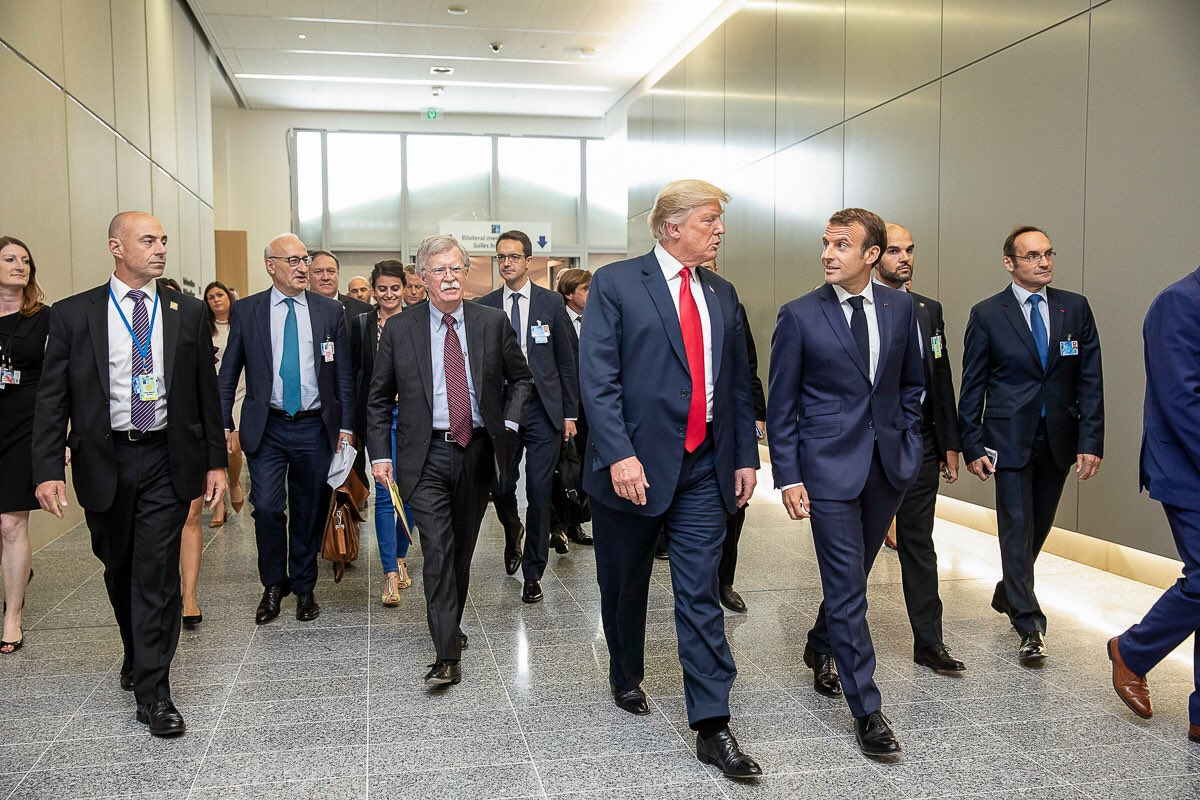
Uczestnicy szczytu w Brukseli – na pierwszym planie prezydenci Donald Trump i Emmanuel Macron

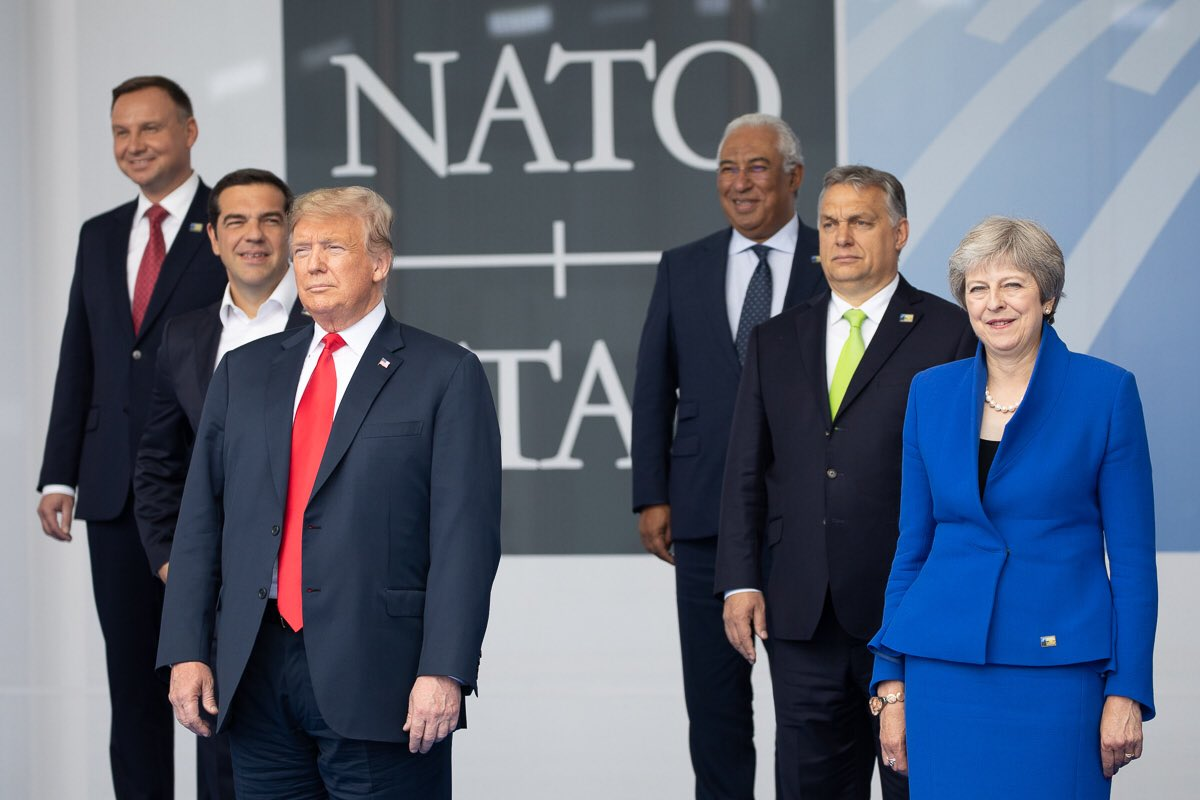
Uczestnicy szczytu z prezydentem Donaldem Trumpem

Podczas 30 szczytu NATO rozpatrywano przede wszystkim relacje transatlantyckie oraz stosunki z Rosją. Analizowano zaangażowanie i wzmocnienie NATO na południowej i wschodniej flance, współdziałanie w zakresie odstraszania i obrony, a także relacje z Ukrainą i Gruzją. Ważnym tematem obrad były też wydatki obronne członków NATO.

## Postanowienia szczytu
Po zakończeniu obrad szczytu opublikowano pięć dokumentów. Były to: Deklaracja szczytu w Brukseli, Deklaracja brukselska w sprawie bezpieczeństwa transatlantyckiego i solidarności, Wspólne oświadczenie w sprawie misji Resolute Support w Afganistanie, Deklaracja Komisji NATO–Gruzja na szczycie w Brukseli oraz Oświadczenie przewodniczącego w sprawie NATO–Ukraina po spotkaniu Rady Północnoatlantyckiej z Gruzją i Ukrainą podczas szczytu w Brukseli.
- Deklaracja szczytu w Brukseli[a] zawiera oświadczenie, że NATO jest paktem obronnym i dąży do utrzymania pokoju, bezpieczeństwa i stabilności w całym obszarze euroatlantyckim. Jego trzy podstawowe zadania to: zbiorowa obrona, zarządzanie kryzysowe i bezpieczeństwo kooperacyjne. W deklaracji podkreślono, że NATO stoi przed nowymi wyzwaniami związanymi z niebezpiecznym, nieprzewidywalnym i złożonym środowiskiem bezpieczeństwa. W tym kontekście przypomniano o agresywnych działaniach Rosji[b], przypomniano, że terroryzm, nielegalna migracja, trwający kryzys w Syrii oraz działania hybrydowe mają bezpośredni wpływ na bezpieczeństwo państw NATO. Przypomniano także zobowiązania uzgodnione w 2014 na szczycie walijskim, to jest przeznaczanie co najmniej 20% wydatków obronnych poszczególnych państw na główny sprzęt, badania i rozwój[4][5]. Opierając się na Programie na rzecz przeciwdziałania terroryzmowi[c], Sojusz miał nadal ulepszać technologie w celu obrony przed improwizowanymi ładunkami wybuchowymi oraz zagrożeniami chemicznymi, biologicznymi, radiologicznymi i nuklearnymi (CBRN). Uzgodniono nową politykę dotyczącą danych biometrycznych, służącą identyfikacji powracających do macierzystego kraju islamskich bojowników[6]. W deklaracji poruszono też kwestię działań hybrydowych, które zacierają granice między pokojem, kryzysem a konfliktem. W przypadku walki hybrydowej Rada Północnoatlantycka będzie mogła podjąć decyzję o powołaniu się na art. 5 traktatu waszyngtońskiego, podobnie jak w przypadku ataku zbrojnego. Ustanowiono zespoły wsparcia w walce hybrydowej[d], które mają udzielać specjalistycznej pomocy w zakresie reagowania na działania hybrydowe. Sojusznicy zdecydowali, że w Belgii powstanie Centrum Operacyjne Cyberprzestrzeni[e], którego celem byłaby koordynacja działań operacyjnych NATO w tym zakresie[4][7]. Zgodnie z decyzją podjętą na szczycie w Warszawie, we wschodniej części NATO rozmieszczono cztery wielonarodowe batalionowe grupy bojowe i utworzono Wielonarodową Północno-Wschodnią Kwaterę Główną. Przypomniano, że w Rumunii już funkcjonuje wielonarodowa brygada ramowa, która zajmuje się szkoleniem sił lądowych sojuszników. W obszarze działań powietrznych i morskich w regionie Morza Czarnego doprowadzono do znacznego zwiększenia obecności NATO i jego aktywności w tym rejonie[4][8]. Utworzono ponadto Połączone Dowództwo Wsparcia i Zabezpieczenia Działań[f] w Ulm. Ma ono zapewnić utrzymanie w tylnej strefie szybkie i bezkolizyjne przemieszczanie żołnierzy i sprzętu. Zapowiedziano też utworzenie dwóch wielozadaniowych dowództw lądowych. W deklaracji powtórzono, że NATO pozostanie sojuszem nuklearnym, dopóki istnieje broń jądrowa, a siły strategiczne Sojuszu stanowią gwarancję bezpieczeństwa jego członków. Podkreślono, że ważnym elementem pozostają narodowe samoloty podwójnego przeznaczenia zaangażowane w misję odstraszania nuklearnego NATO[9]. Ponownie podkreślono pełne poparcie dla całkowitej i nieodwracalnej denuklearyzacji Półwyspu Koreańskiego. Zdecydowanie potępiono testy jądrowe i próby północnokoreańskich rakiet balistycznych. Sojusz wyraził też zaniepokojenie kolejnymi próbami rakietowymi Iranu destabilizującymi sytuację na Bliskim Wschodzie[4][10]. W części dotyczącej kontroli broni konwencjonalnej, Sojusz zwrócił się do Rosji z apelem o powrót do pełnego wdrożenia wszystkich jej zobowiązań wynikających z traktatu wiedeńskiego i Traktatu o otwartych przestworzach[4][10]. W deklaracji potwierdzono też zobowiązania dotyczące misji Resolute Support w Afganistanie. Poinformowano, że NATO zamierza zwiększyć finansowanie sił afgańskich do roku 2024. Sojusz zachęcał również Pakistan, Iran i Rosję do wspierania afgańskiego procesu pokojowego. Sojusznicy wyrazili poparcie dla misji szkoleniowej w Iraku oraz pochwalili irackie siły bezpieczeństwa i rząd Iraku za sukcesy w walce z ISIL[11]. W kolejnych punktach deklaracji podkreślono, że Sojusz wspiera inicjatywy współpracy na rzecz spójnego podejścia do problemów Bliskiego Wschodu i Afryki Północnej. Zapowiedziano tworzenie silniejszych relacji z partnerami w ramach Dialogu Śródziemnomorskiego[g], w tym z Jordanią i Tunezją, oraz zrzeszonymi w Stambulskiej Inicjatywie Współpracy[h], a za pośrednictwem Regionalnego Centrum NATO w Kuwejcie ściślejszą współpracę z partnerami z regionu Zatoki Perskiej[4][12].

- Deklaracja brukselska w sprawie bezpieczeństwa transatlantyckiego i solidarności[i] we wstępie zawierała oświadczenie, że NATO gwarantuje bezpieczeństwo swojego terytorium i ludności i urzeczywistnia trwałą i nierozerwalną więź transatlantycką między Europą a Ameryką Północną. Wspomniano w niej o zagrożeniach ze strony Rosji, która destabilizuje sytuację na wschodzie Ukrainy, bezprawnie zajmuje Krym i prowadzi prowokacyjną działalność wojskową. Negatywnie oceniono też  działalność ISIL, w wyniku której sytuacja międzynarodowa ulega destabilizacji, a ta z kolei przyczynia się do nielegalnej migracji, handlu ludźmi i powstania innych zagrożeń[13][14]. Wspomniano o sprawiedliwym dzieleniu obowiązków pomiędzy krajami członkowskimi związanymi z obroną oraz o wzmocnieniu odstraszania i zbiorowej obrony obszaru NATO. Środki odstraszania i obrony nadal miały opierać się na połączeniu potencjału broni jądrowej, konwencjonalnej i obrony rakietowej. Zapowiedziano zwiększanie gotowości sił sojuszniczych, a także poprawę zdolności i struktur dowodzenia oraz wzmocnienie obrony cybernetycznej. Odnotowano też konieczność przeciwdziałania zagrożeniom hybrydowym[13][15]. Nadmieniono, że NATO w dalszym ciągu dąży do dialogu politycznego z Rosją w celu zminimalizowania ryzyka incydentów wojskowych. Zapewniono też, że będzie dążyło do zacieśnienia współpracy z Jordanią, Tunezją, Gruzją, Republiką Mołdawii i Ukrainą, a także Bośnią i Hercegowiną. Zapowiedziano intensyfikację  współpracy z Finlandią i Szwecją oraz z partnerami w regionie Morza Czarnego, Bałkanów Zachodnich i Morza Śródziemnego. Poinformowano o kontynuacji operacji w Kosowie. Mianem strategicznego partnerstwa określono stosunki NATO i Unia Europejska[13][16].

- Wspólne oświadczenie w sprawie misji Resolute Support w Afganistanie [j] wydane zostało przez przedstawicieli państw uczestniczących w misji Resolute Support oraz przewodniczącego rządu Islamskiej Republiki Afganistanu. Potwierdzono w nim wspólne zaangażowanie w długoterminowe bezpieczeństwo i stabilność Afganistanu. Złożono hołd afgańskim mężczyznom i kobietom służącym w Afgańskiej Obronie Narodowej i Siłach Bezpieczeństwa oraz w misji Resolute Support. Z zadowoleniem przyjęto postępy afgańskich instytucji w zakresie budowy ich zdolności oraz poziomu profesjonalizmu i skuteczności na polu walki. Pozytywnie oceniono ofertę rządu afgańskiego dotyczącą dialogu z talibami, którego celem będzie osiągnięcie porozumienia[17][18].

- Deklaracja Komisji NATO–Gruzja na szczycie w Brukseli[k] zawierała oświadczenie, że celem spotkania było przedyskutowanie problemów bezpieczeństwa w regionie, reformy systemu i konsolidacji współpracy. Sojusznicy docenili niezachwiane wsparcie Gruzji dla operacji i misji NATO, w szczególności jej wkład w Siły Odpowiedzi NATO i w operację Resolute Support. Zauważono znaczny postęp Gruzji w reformowaniu systemu obronnego, jej rozwój gospodarczy oraz  zmodernizowanie sił zbrojnych[19][20]. W Deklaracji zwrócono uwagę na poszerzającą się współpracę w ramach SNGP. Z  zadowoleniem przyjęto współdziałanie między Centrum Szkolenia Sił Połączonych JFTC w Bydgoszczy a gruzińską Szkołą Budownictwa Obronnego. Przyjęto gruzińską ofertę dotyczącą szkoleń dla zespołów zarządzających gruzińskiej straży przybrzeżnej, zwiększenia interakcji między Gruzją a stałymi siłami morskimi NATO oraz wymiany informacji między gruzińskim Centrum Operacji Morskich a Centrum Żeglugowym NATO. Sojusznicy wyrazili nadzieję, że w przyszłości Gruzja dołączy do operacji Sea Guardian[l] na Morzu Śródziemnym[19][21]. W Deklaracji zapewniono o pełnym poparciu dla integralności terytorialnej Gruzji i wezwano Rosję do nieuznawania państwowości Abchazji i Osetii Południowej, a jej działania takie jak budowa ogrodzeń z drutu kolczastego i sztucznych przeszkód granicznych wzdłuż administracyjnej linii granicznej uznano za sprzeczne z prawem międzynarodowym i zasadami OBWE. Z zadowoleniem przyjęto zobowiązanie Gruzji do nieużywania siły i wezwano Rosję do odwzajemnienia działań[19][22].

- Oświadczenie przewodniczącego w sprawie NATO–Ukraina po spotkaniu Rady Północnoatlantyckiej z Gruzją i Ukrainą podczas szczytu w Brukseli[m] potwierdzało  wspólne zobowiązanie do dalszego rozwijania partnerstwa i budowy pokojowej, stabilnej i niepodzielonej Europy. Potwierdzono prawo Ukrainy do decydowania o swojej przyszłości i wezwano Rosję do zakończenia bezprawnej aneksji Półwyspu Krymskiego oraz zapewniono o stałym wsparciu ukraińskiego programu reform, w tym poprzez CAP. Ponownie poparto aspiracje Ukrainy do członkostwa w NATO[23][24].

## Uczestnicy szczytu
Przewodniczący delegacji państw NATO

- Albania – premier Edi Rama
- Belgia – król Filip I i premier Charles Michel
- Bułgaria – prezydent Rumen Radew
- Kanada – premier Justin Trudeau
- Chorwacja – prezydent Kolinda Grabar-Kitarović
- Czechy – prezydent Miloš Zeman
- Dania – premier Lars Løkke Rasmussen
- Estonia – premier Jüri Ratas
- Francja – prezydent Emmanuel Macron
- Niemcy – kanclerz Angela Merkel
- Grecja – premier Aleksis Tsipras
- Węgry – premier Viktor Orbán
- Islandia – premier Katrín Jakobsdóttir
- Włochy – premier Giuseppe Conte
- Łotwa – prezydent Raimonds Vējonis
- Litwa – prezydent Dalia Grybauskaitė
- Luksemburg – premier Xavier Bettel
- Czarnogóra – premier Duško Marković
- Holandia – premier Mark Rutte
- Norwegia – premier Erna Solberg
- Polska – prezydent Andrzej Duda
- Portugalia – premier António Costa
- Rumunia – prezydent Klaus Iohannis
- Słowacja – prezydent Andrej Kiska
- Słowenia – premier Miro Cerar
- Hiszpania – premier Pedro Sánchez
- Turcja – prezydent Recep Tayyip Erdoğan
- Wielka Brytania – premier Theresa May
- Stany Zjednoczone – prezydent Donald Trump
- NATO –  sekretarz generalny NATO Jens Stoltenberg

Przewodniczący delegacji państw niebędących członkami NATO
- Armenia – premier Nikol Paszinian
- Azerbejdżan – prezydent İlham Əliyev
- Finlandia – prezydent Sauli Niinistö
- Gruzja – prezydent Giorgi Margwelaszwili
- Macedonia – premier Zoran Zaev
- Ukraina – prezydent Petro Poroszenko
- Afganistan – prezydent Ashraf Ghani